# Витебский комбинат шёлковых тканей
ОАО «Витебский комбинат шёлковых тканей» (ОАО «ВКШТ»; бел. ААТ «Віцебскі камбінат шоўкавых тканін») — белорусская текстильная компания, расположенная в Витебске. С 2015 года компания проходила санацию, в 2023 году ликвидирована.

## История
Витебская шёлкоткацкая фабрика была основана в 1955 году. Первоначально планировалось построить шёлкоткацкий цех резино-тесёмочной фабрики, но в 1951 году было принято решение построить самостоятельную фабрику. Первые сотрудники проходили стажировку на московских предприятиях «Красная роза» и «Красная крутильщица». В 1955 году фабрика произвела 2 млн погонных м ткани (ок. 1 млн подкладочных тканей, 0,8 млн ворсовых тканей и 0,2 ворсовых). В 1965 году мощность предприятия была доведена до 9,5 млн м. В 1968 году введено в эксплуатацию красильно-отделочное производство. В 1968 году шёлкоткацкая фабрика преобразована в Витебский шёлковый комбинат Министерства лёгкой промышленности БССР, в 1976 году — в Витебский комбинат шёлковых тканей. В 1984—1985 годах комбинат был реконструирован с расширением ткацкого производства. В 1992 году комбинат перешёл в подчинение государственного концерна «Беллегпром». В 1993—1994 годах комбинат действовал в форме арендного предприятия, в 1994—2000 годах — в форме коллективного предприятия, в 2000 году преобразован в открытое акционерное общество.
В 1990-е годы для обеспечения комбината натуральным шёлком предпринимались попытки вывести породу шелкопряда, питавшегося листьями берёзы и ивы и устойчивого к белорусскому климату.

## Современное состояние
По состоянию на 2020 год комбинат производит подкладочные, корсетные, декоративные, мебельные, технические, плащевые, фильтровальные, экранирующие, ритуальные, сорочечные ткани, а также ткани для столового белья и геосетку. Предприятие перерабатывает полиэфирные, полиамидные, вискозные нити, а также хлопковую, полиэфирно-хлопковую, полиэфирно-вискозную пряжу. Мощности предприятия составляют 1,5 млн погонных м в год. В 2013 году комбинат произвёл 1,4 млн погонных м подкладочных тканей, 0,95 млн м плащевых тканей, 0,6 млн м технических тканей, 0,1 млн м декоративных тканей.
Экономические проблемы на предприятии нарастали с 1995 года. В начале 2010-х годов рассматривалась возможность присоединения ВКШТ к могилёвскому производителю искусственных шёлковых тканей «Моготекс». 23 декабря 2015 года предприятие было признано экономически несостоятельным, и была начата процедура санации. В 2017 году двухлетний срок санации был продлён на 5 лет. За первые четыре месяца 2020 года предприятие нарастило объём производства на 38,9% по сравнению с аналогичным периодом прошлого года.
К 2021 году на предприятии осталось работать 65 человек. 2 июля 2021 года было открыто ликвидационное производство, которое было завершено 15 марта 2023 года. В течение этого периода компания распродавала остатки имущества. 31 марта 2023 года ОАО «Витебский комбинат шёлковых тканей» был исключён из Единого государственного реестра юридических лиц.